# سیگیرییا
سیگیرییا (سینهالی: සීගිරිය) یک منطقهٔ باستانی در ناحیه متاله است که در نزدیکی شهرک دامبولا در استان مرکزی سری‌لانکا قرار دارد.

## نگارخانه

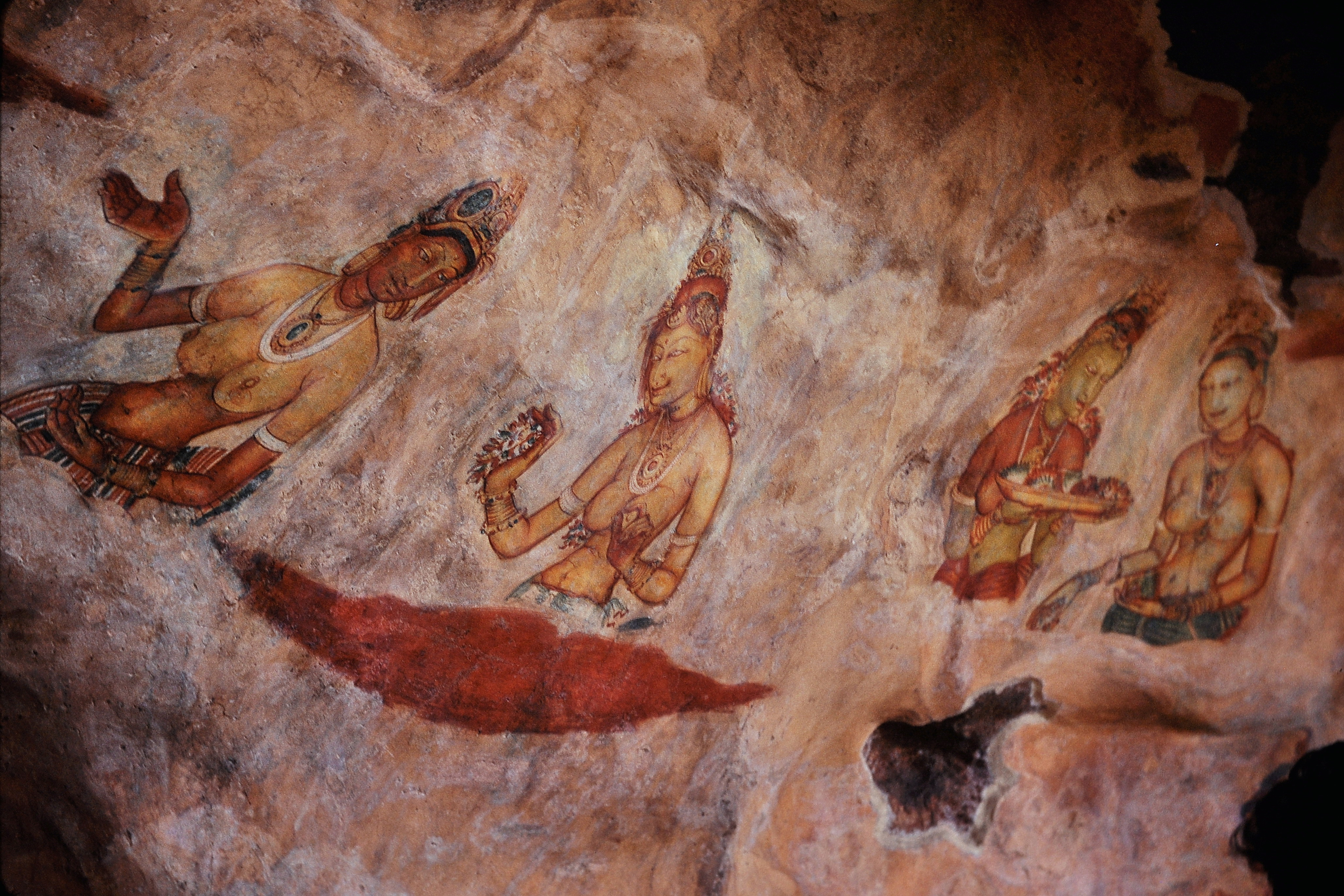